# كيم نيلسن (دراج)
كيم نيلسن هو دراج دنماركي، ولد في 16 يناير 1986.

## وصلات خارجية
- كيم نيلسن على موقع الاتحاد الدولي للدراجات (الإنجليزية)
- كيم نيلسن على موقع أرشيف الدراجات (الإنجليزية)
- كيم نيلسن على موقع إحصائيات الدراجات الإحترافية (الإنجليزية)